# RBK-100PŁ
RBK-100PŁ – rosyjska bomba kasetowa z subamunicją do zwalczania okrętów podwodnych.